# Trichomachimus appendiculatus
Trichomachimus appendiculatus är en tvåvingeart som först beskrevs av Macquart 1848.  Trichomachimus appendiculatus ingår i släktet Trichomachimus och familjen rovflugor. Inga underarter finns listade i Catalogue of Life.